# Eolo (figlio di Elleno)
Eolo (in greco antico: Αἴολος?, Àiolos) è un personaggio della mitologia greca. Fu re della Magnesia e capostipite degli Eoli, la seconda popolazione di origine ellenica che invase l'antica Grecia nel II millennio a.C.

## Confusione sul personaggio
Questo Eolo è dagli autori greci ritenuto l'eroico capostipite degli Eoli ed è un personaggio diverso dall'Eolo dio dei venti che invece fu spesso confuso con altri personaggi mitologici ed omonimi dagli autori latini come Igino ed Ovidio. Questi autori infatti a volte lo descrivevano come discendente da altri genitori o capace di soffiare i venti. Forse la confusione nasce per la prima volta nella tragedia perduta di Euripide ed intitolata "Eolo" e dove, sebbene chiaramente basata sull'Eolo dell'Odissea, parla di un Eolo anch'esso padre di Canace, leggenda invece spesso scritta ed attribuita a questo Eolo.

Un altro esempio della confusione si può trovare nell'Odissea dove Omero descrive Eolo come figlio di Ippote (quindi l'Eolo greco dio dei venti) ed invece Igino descrive l'Eolo incontrato da Ulisse come "Eolo, figlio di Elleno ed a cui Iupiter aveva dato il controllo dei venti" (Iupiter è l'equivalente romano di Zeus).

## Genealogia
Secondo Apollodoro è figlio terzogenito di Elleno e della ninfa Orseide ed è fratello di Doro e Suto. Sposando Enarete divenne padre di sette maschi e cinque femmine che presero il nome di Eoliani. I nomi e l'identità dei suoi figli variano tra gli autori: la Biblioteca di Apollodoro elenca Creteo, Sisifo,  Atamante, Salmoneo, Deioneo, Magnete, Periere e le figlie Canace, Alcione, Pisidice, Calice e Perimede. Altri autori includono Cercafo, Macareo, Macedone, Xuto, Etlio, Ceice, Minia, Mimante, Tanagra e Tritogenia.

## Mitologia
Fu re della Magnesia e progenitore di molti importanti discendenti. Di Eolo stesso non ci sono pervenute molte opere scritte da autori greci mentre ne sono state ritrovate alcune dei poeti latini tra cui una che racconta di Ippe, figlia del centauro Chirone che Eolo sedusse e da cui nacque Melanippe (a volte chiamata Arne) e sulla quale il drammaturgo Euripide scrisse due opere perdute. La storia, così come appariva nelle opere di Euripide, è conservata nella letteratura astronomica di Eratostene ed Igino. Secondo queste fonti Ippe volle nascondere a Chione la sua gravidanza fuggendo sulle montagne ma fu trovata e scoperta da questi poco prima del parto, così Ippe per la vergogna pregò gli dei di essere resa irriconoscibile e da essi fu trasformata in un cavallo e posta tra le stelle, diventando la costellazione del "Cavallo" (l'odierno Pegaso).
Un altro mito tramandato dai Latini Ovidio e Igino racconta della tragica storia d'amore tra un figlio di Eolo (Macareo) e sua sorella Canace. Secondo Igino dopo l'incesto, Macareo si uccise ed Eolo uccise Canace. Mentre secondo Ovidio, Eolo gettò il neonato di Canace "in preda ai cani e agli uccelli affamati" e diede a Canace una spada ordinandole di uccidersi e lei così fece. In questo però caso l'Eolo di cui si parla nel mito potrebbe essere un personaggio diverso da quello a cui questa voce enciclopedica si riferisce.